# 2667 Oikawa
2667 Oikawa è un asteroide della fascia principale del diametro medio di circa 23,3 km. Scoperto nel 1967, presenta un'orbita caratterizzata da un semiasse maggiore pari a 3,2297972 UA e da un'eccentricità di 0,1821340, inclinata di 2,23730° rispetto all'eclittica. L'asteroide è dedicato all'astronomo giapponese Okuro Oikawa.